# شرکت بهره برداری آب پخش
شرکت بهره برداری آب پخش یک منطقهٔ مسکونی در ایران است که در دهستان رامجرد دو واقع شده‌است. شرکت بهره برداری آب پخش ۲۳ نفر جمعیت دارد.